# Diplacina lisa
Diplacina lisa is een libellensoort uit de familie van de korenbouten (Libellulidae), onderorde echte libellen (Anisoptera).
De soort staat op de Rode Lijst van de IUCN als niet bedreigd, beoordelingsjaar 2009, de trend van de populatie is volgens de IUCN dalend.
De wetenschappelijke naam Diplacina lisa is voor het eerst geldig gepubliceerd in 1941 door Needham & Gyger.